# Улаан-Уул

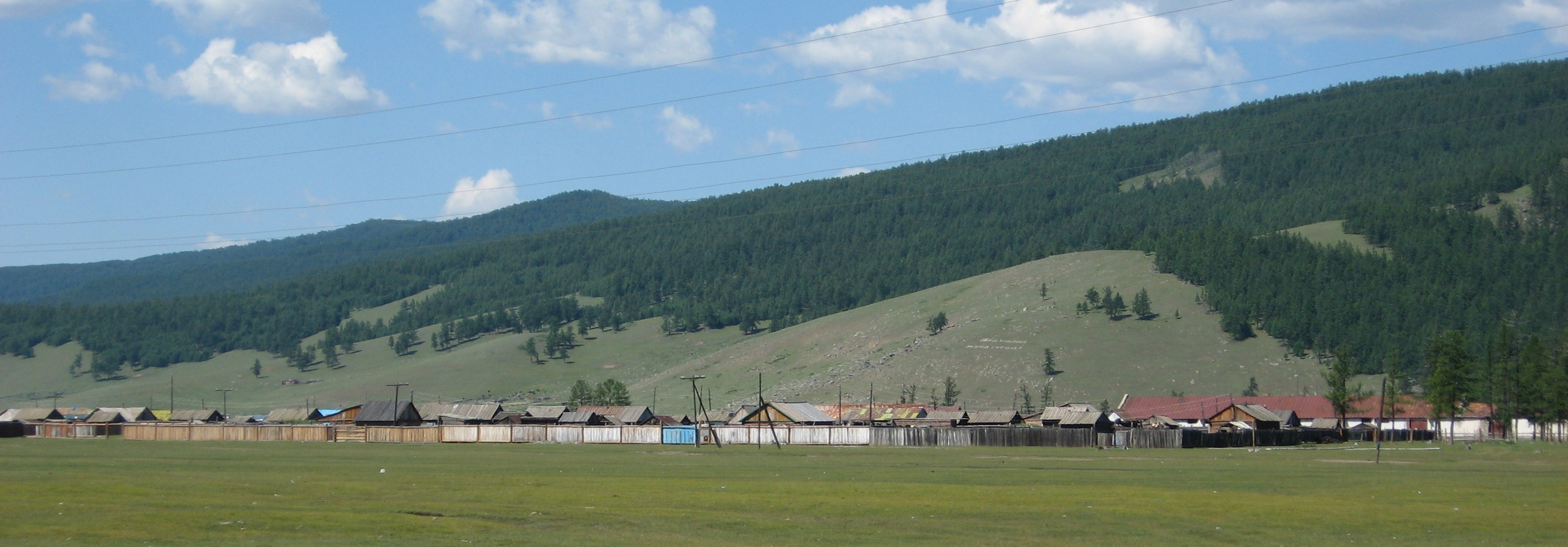
Тугел, северная часть

Улаан-Уул (монг. Улаан-Уул, «красная гора») — сомон в аймаке Хувсгел. Расположен в западной части аймака. Граничит с Россией (на западе), а также сомонами: Цагааннуур (на севере), Рэнчинлхумбэ (на востоке), Арбулаг (на юго-востоке) и Баянзурхэ (на юге). Площадь составляет около 10 000 км². Население на 2000 год — 3726 человек; средняя плотность населения — 0,37 чел/км². Административный центр — Тугел, расположен в 171 км от города Мурэн и в 942 км от Улан-Батора.
По данным на 2004 год в сомоне было примерно 23 000 коз, 24 000 овец, 17 000 коров и яков, 7000 лошадей и 216 верблюдов.